# الدفع الفوري
الدفع الفوري هو وسيلة جديدة لتبادل الأموال وشراء الخدمات في ثوانِِ. مقارنة بالتحويلات البنكية ، فخدمات الدفع الفوري تتيح تحويل الأموال من الحساب المصرفي للدافع إلى الحساب المصرفي للمُستفيد على الفور تقريبًا، بدلاً الانتظار لبضعة أيام عمل. وتم تطوير أنظمة الدفع هذه (وهي قيد التطوير حاليًا) في جميع أنحاء العالم، حيث أن الحاجة إلى معاملات أسرع وموثوق بها هي متطلبات شائعة للاقتصاد الجديد.
قدم مجلس مدفوعات التجزئة الأوروبي (ERPB) تعريفًا مقبولًا على نطاق واسع للمدفوعات الفورية ، وهي: «حلول دفع التجزئة الإلكترونية متاحة على مدار 365 يوم في السنة و 7 أيام في الأسبوع و 24 ساعة يوميا وتؤدي إلى تصفية فورية أو شبه فورية بين البنوك للمعاملة والائتمان من حساب المدفوع لأمره مع تأكيد إلى الدافع (في غضون ثوان من بدء الدفع).» 

## الخلفية
لقد تسبب نمو التجارة الإلكترونية في حدوث تغييرات في أنماط إنفاق الأفراد. فلم يعد التسوق يقتصر على ساعات العمل المعتادة، مما يخلق تحديات جديدة لتحويل الأموال. وبالمثل، يحتاج التجار و الشركات الكبرى إلى أنظمة تحويل أموال أسرع وأكثر موثوقية لمواكبة طلبات المستهلكين.
ولا تتوافق المدفوعات الإلكترونية التقليدية، مثل التحويلات البنكية ، التي تؤدي عملية التحويل الإلكتروني للأموال في غضون أيام عمل قليلة، وهذا لا يعطي تجربة جيدة للمستخدمين. ومن المتوقع أن تكون المدفوعات الفورية معيارا لتحويل الأموال إلكترونيا ، حيثُ سيتمكن العملاء من الوصول رقميا إلى شركات التأمين وإدارة أموالهم.

## التبني
في عام 2017 ، أعلنت وول مارت أكبر متاجر التجزئة في أمريكا ، أنها ستبدأ في تقديم مدفوعات فورية لموظفيها عبر تطبيق رقمي، مما يتيح لهم الوصول إلى أجورهم للساعات التي عملوا فيها بالفعل.
في عام 2018 ، دخلت شبكة التوصيل حسب الطلب Postmates بشراكة مع فيزا لتمكين صرف الأموال في الوقت الفعلي لأسطولها بالكامل. تعمل الميزة الجديدة، المسماة «الإيداعات الفورية» على خدمة Visa Direct ، منصة الدفع الفوري الخاصة بشركة فيزا ، وهي متاحة لأسطول Postmate بالكامل في جميع أنحاء الولايات المتحدة.

## أمثلة على خدمات الدفع الفورية
قائمة غير شاملة لأنظمة الدفع الفوري المتاحة اليوم، والتي ستتاح في المستقبل القريب، كما يلي:
| البلد            | النظام |
| ---------------- | --- |
| اليابان          | ZENGIN ، نُشر في عام 1973 |
| الصين            | IBPS - نظام الدفع المصرفي عبر الإنترنت، تم نشره في عام 2010 |
| الهند            | IMPS - خدمة الدفع الفوري، تم نشرها في عام 2010 |
| الولايات المتحدة | Zelle ، متاح منذ عام 2016 ؛ |
| الولايات المتحدة | Venmo ، متاح منذ عام 2018 |
| الولايات المتحدة | RTP - المدفوعات في الوقت الحقيقي، متاحة منذ عام 2017 |
| أوروبا           | RT1 ، متاح منذ نوفمبر 2017 |
| أوروبا           | خدمة TIPS ـــ TARGET لتسوية المدفوعات الفورية، وهي متاحة منذ نوفمبر 2018 |
| استراليا         | NPP - منصة المدفوعات الجديدة الأسترالية (New Payments Platform)، وهي متاحة منذ فبراير 2018. |
| السويد           | خدمة Swish منذ عام 2012 ؛ الدنمارك خدمة MobilePay ، منذ عام 2013 ، والنرويج خدمة Vipps ، منذ عام 2015 - حصلت هذه الأنظمة الثلاثة على أكثر من نصف عدد السكان في مناطق خدمتها كمستخدمين، وقد تسببت هذه الخدمات بالإضافة لبطاقات الائتمان توقف الناس عن حمل النقود معهم. |
| هولندا           | رابطة الدفع الهولندية، اكتملت النسخة التجريبية في 10 سبتمبر 2019 مما سمح بالدفع في غضون 5 ثوانٍ. |
| الأردن           | خدمة كليك CliQ |

## مقارنة مع المحافظ الرقمية
في أنظمة الدفع القائمة على المحافظ الرقمية ، مثل باي تي إم ، و باي بال ، و آبل باي ، و آليباي ، و وي تشات باي ، إلخ، يتلقى المستخدمون إشعارًا فوريًا بالصفقة التي قاموا بها، ولكن يتم تحويل الأموال في أحسن الأحوال في يوم العمل التالي. ويعتمد وقت التسوية على طريقة الدفع الأساسية التي اختارها العميل، بينما يتم تحويل الأموال في غضون ثوانٍ أو دقائق في أنظمة الدفع الفورية.

## روابط خارجية
- بيان صحفي TIPS على موقع البنك المركزي الأوروبي
- حل الدفع الفوري : SIA Sp
- حل الدفع الفوري : SWIFT